# Алфонсо III од Астурије
Алфонсо III од Астурије (шп. Alfonso, лат. Adefonsus; Луго, 848 — Замора, 20. децембар 910) познат као Велики (шп. el Magno, лат. Magnus) је био краљ Астурије (866—910) из Астурско-леонске династије. За време његове владавине краљевина Астурија достигла је свој врхунац, што му је обезбедило назив „цара целе Шпаније”. Био је последњи који је читав живот владао Астуријом као таквом; после његове смрти она се преобразила у краљевину Леон.

## Биографија
Алфонсо је био син наследник астуријског краља Ордоња I и Нуње. Пошто је дошао на власт 866. године, суочио се са галицијском и баскијском побуном, које је без већих проблема угушио. Затим се посветио Реконкисти. Нарочито је деловао у долини Дуера, где је успео да освоји Порто. Године 878. продро је још јужније у Ал Андалуз освајајући Коимбру. Ово је изазвало напад кордопског емира Мухамеда, али га је Алфонсо победио у бици код Полворарије. Астуријски краљ је потом подржао државу Бану Каси у сукобу са Кордопским емиратом, спасивши је од слома. Алфонсово поверење према овом савезнику било је толико велико да му је чак поверио образовање свог сина Ордоња. Године 882. и 883. Ел Мундир, син кордопског емира, покушао је да потисне астуријске снаге, али је два пута поражен код Сељорига, после чега је закључен мир. Муслимани су 901. године покушали да поврате Замору, али их је Алфонсо победио.
Током своје владавине Алфонсо је успео чак да утростручи територију Астурије. Каснији извори га називају „царем целе Шпаније”, што га чини првим шпанским владарем коме се приписује та титула. Међутим, он је није употребљавао. Значајан је био и његов брак са памплонском принцезом Хименом, чиме је успоставио врло снажан хришћански бедем према снагама које су се налазиле под контролом Кордобе. Ипак, дело астуријског краља је пред крај његовог живота било доведено у питање. Године 909. против Алфонса се побунила тројица његових синова: Фруела, Гарсија и Ордоњо. Док је Ордоњо поражен и затворен у Гаузону, два остала брата су успела да 910. године оца принуде на абдикацију. Велика краљевина Астурија је подељена међу браћом. Фруела је постао краљ Астурије у ужем смислу, Гарсија је завладао Леоном, а Ордоњо Галицијом.
Алфонсо је умро у Замори 20. децембра исте године. Сахрањен је у катедрали у Овиједу. Астуријски краљ се показао као покровитељ уметности и заштитник цркве. Наредио је израду три хронике. Његовом заслугом саграђене су цркве Светог Андрије и Светог Спаса у астуријској области и нова црква у Сантијаго де Компостели.

## Породично стабло
|  |                            |  |  |  |  |  |  |  |  |  |  |  |  |  |  |  |
|  | 16. Фруела од Кантабрије   |  |  |  |  |  |  |  |  |  |  |  |  |  |  |  |
|  |                            |  |  |  |  |  |  |  |  |  |  |  |  |  |  |  |
|  |                            |  |  |  |  |  |  |  |  |  |  |  |  |  |  |  |
|  | 8. Бермудо I од Астурије   |  |  |  |  |  |  |  |  |  |  |  |  |  |  |  |
|  |                            |  |  |  |  |  |  |  |  |  |  |  |  |  |  |  |
|  |                            |  |  |  |  |  |  |  |  |  |  |  |  |  |  |  |
|  | 4. Рамиро I од Астурије    |  |  |  |  |  |  |  |  |  |  |  |  |  |  |  |
|  |                            |  |  |  |  |  |  |  |  |  |  |  |  |  |  |  |
|  |                            |  |  |  |  |  |  |  |  |  |  |  |  |  |  |  |
|  | 2. Ордоњо I од Астурије    |  |  |  |  |  |  |  |  |  |  |  |  |  |  |  |
|  |                            |  |  |  |  |  |  |  |  |  |  |  |  |  |  |  |
|  |                            |  |  |  |  |  |  |  |  |  |  |  |  |  |  |  |
|  | 5. Урака                   |  |  |  |  |  |  |  |  |  |  |  |  |  |  |  |
|  |                            |  |  |  |  |  |  |  |  |  |  |  |  |  |  |  |
|  |                            |  |  |  |  |  |  |  |  |  |  |  |  |  |  |  |
|  | 1. Алфонсо III од Астурије |  |  |  |  |  |  |  |  |  |  |  |  |  |  |  |
|  |                            |  |  |  |  |  |  |  |  |  |  |  |  |  |  |  |
|  |                            |  |  |  |  |  |  |  |  |  |  |  |  |  |  |  |
|  | 3. Нуња                    |  |  |  |  |  |  |  |  |  |  |  |  |  |  |  |
|  |                            |  |  |  |  |  |  |  |  |  |  |  |  |  |  |  |
|  |                            |  |  |  |  |  |  |  |  |  |  |  |  |  |  |  |